# Volkswagen Passat B2

## Passat B2 (1980-1988)
El Passat de segunda generación (Tipo 32B) volvió a ofrecerse con carrocerías liftback de tres y cinco puertas y familiar de cinco puertas, a la que se añadió una sedán de cuatro puertas que se llamó Santana en el mercado europeo hasta 1985 (con un frontal diferenciado). La versión familiar se llamó "Passat Variant" o "Quantum", según el mercado. En 1984, el Passat recibió una variante llamada "Passat Syncro" que incorporaba un sistema de tracción a las cuatro ruedas permanente basado en el Quattro de Audi.
El Passat B2 se dejó de fabricar en Europa a mediados de 1988. A su vez, joint ventures continúan ensamblando el modelo en China.
|  |  |  |

### Motorizaciones
La gama de motores de gasolina es amplia: un 1.3 litros de 55 o 60 CV, un 1.6 litros de entre 65 y 85 CV, un 1.7 litros de 74 CV, un 1.8 litros de 90 o 115 CV, un 1.9 litros de 115 CV, un 2.0 litros de 115 o 140 CV, un 2.1 litros de 115 CV, y un 2.2 litros de 120 o 136 CV. Los motores de más de 1.9 litros de cilindrada tienen cinco cilindros en línea, y provienen de Audi. El diésel es un 1.6 litros en versiones atmosférica de 54 CV, turboalimentada de 70 y turboalimentada con intercooler de 80 CV.
| Periodo                        | 1980-1983             | 1980-1983             | 1983-1986             | 1980-1981             | 1980-1981             | 1981-1983             | 1980-1983             | 1980-1981             | 1981-1983             | 1981-1982             | 1987-1988                       | 1986-1988                       | 1983-1987             | 1983-1988             |                       |
| Identificación del motor       | FY                    | FZ                    | EP                    | WP                    | YY                    | AMV                   | WY                    | YN                    | WV                    | YP                    | PP                              | RL                              | JU                    | DT                    |                       |
| Tipo de motor                  | L4 8v, carburación    | L4 8v, carburación    | L4 8v, carburación    | L4 8v, carburación    | L4 8v, carburación    | L4 8v, carburación    | L4 8v, carburación    | L4 8v, carburación    | L4 8v, carburación    | L4 8v, carburación    | L4 8v, carburación, catalizador | L4 8v, carburación, catalizador | L4 8v, carburación    | L4 8v, carburación    |                       |
| Cilindrada                     | 1272 cm³              | 1272 cm³              | 1296 cm³              | 1588 cm³              | 1588 cm³              | 1588 cm³              | 1588 cm³              | 1588 cm³              | 1588 cm³              | 1588 cm³              | 1595 cm³                        | 1595 cm³                        | 1595 cm³              | 1595 cm³              |                       |
| Potencia máxima: CV (kW) @ rpm | 55 CV (40 kW) @ 5000  | 60 CV (44 kW) @ 5800  | 60 CV (44 kW) @ 5600  | 65 CV (48 kW) @ 5000  | 70 CV (51 kW) @ 5600  | 70 CV (51 kW) @ 5200  | 75 CV (55 kW) @ 5600  | 75 CV (55 kW) @ 5600  | 75 CV (55 kW) @ 5600  | 85 CV (63 kW) @ 5600  | 70 CV (51 kW) @ 5200            | 72 CV (53 kW) @ 5200            | 75 CV (55 kW) @ 5500  | 75 CV (55 kW) @ 5000  |                       |
| Par máximo: Nm @ rpm           | 90 Nm @ 3400          | 95 Nm @ 3800          | 100 Nm @ 3500         | 115 Nm @ 3000         | 121 Nm @ 3000         | 123 Nm @ 3200         | 119 Nm @ 3000         | 121 Nm @ 3200         | 121 Nm @ 3200         | 127 Nm @ 3200         | 118 Nm @ 2700                   | 120 Nm @ 2700                   | 125 Nm @ 2500         | 125 Nm @ 2500         |                       |
| Tracción                       | Delantera             | Delantera             | Delantera             | Delantera             | Delantera             | Delantera             | Delantera             | Delantera             | Delantera             | Delantera             | Delantera                       | Delantera                       | Delantera             | Delantera             | Delantera             |
| Transmisión                    | Manual, 4 velocidades | Manual, 4 velocidades | Manual, 4 velocidades | Manual, 4 velocidades | Manual, 4 velocidades | Manual, 4 velocidades | Manual, 4 velocidades | Manual, 4 velocidades | Manual, 4 velocidades | Manual, 4 velocidades | Manual, 4 velocidades           | Manual, 4 velocidades           | Manual, 4 velocidades | Manual, 4 velocidades | Manual, 4 velocidades |
| Aceleración (0-100 Km/h)       | 18 s                  | 16.6 s                | 16.2 s                | -                     | 14.9 s                | 14.9 s                | 14.0 s                | 14.0 s                | 14.0 s                | 12.8 s                | 14.6 s                          | 14.1 s                          | 13.6 s                | 13.6 s                |                       |
| Velocidad máxima               | 148 Km/h              | 152 Km/h              | 152 Km/h              | -                     | 160 Km/h              | 160 Km/h              | 164 Km/h              | 164 Km/h              | 164 Km/h              | 170 Km/h              | 162 Km/h                        | 164 Km/h                        | 164 Km/h              | -                     |                       |

| Periodo                        | 1981-1983             | 1986-1988                       | 1983-1988             | 1984-1988             | 1983-1988                                 | 1983-1984                   | 1981-1983             | 1986                                      | 1983-1988                    | 1983-1988                    | 1987-1989              | 1981-1983                    | 1985-1988                                  | 1985-1988                    | 1985-1988                    | 1984-1988                                  |
| Identificación del motor       | WT                    | RM                              | DS                    | JV                    | JN                                        | DZ                          | WN                    | SK                                        | JS                           | HP                           | JD                     | WE                           | KX                                         | JT                           | KV                           | HY                                         |
| Tipo de motor                  | L4 8v, carburación    | L4 8v, carburación, catalizador | L4 8v, carburación    | L4 8v, carburación    | L4 8v, inyección KE-Jetronic, catalizador | L4 8v, inyección K-Jetronic | L5 10v, carburación   | L5 10v, inyección K-Jetronic, catalizador | L5 10v, inyección K-Jetronic | L5 10v, inyección K-Jetronic | L5 10v                 | L5 10v, inyección K-Jetronic | L5 10v, inyección KE-Jetronic, catalizador | L5 10v, inyección K-Jetronic | L5 10v, inyección K-Jetronic | L5 10v, inyección KE-Jetronic, catalizador |
| Cilindrada                     | 1715 cm³              | 1781 cm³                        | 1781 cm³              | 1781 cm³              | 1781 cm³                                  | 1781 cm³                    | 1921 cm³              | 1994 cm³                                  | 1994 cm³                     | 1994 cm³                     | 1994 cm³               | 2144 cm³                     | 2226 cm³                                   | 2226 cm³                     | 2226 cm³                     | 2226 cm³                                   |
| Potencia máxima: CV (kW) @ rpm | 73 CV (54 kW) @ 5000  | 87 CV (64 kW) @ 5000            | 90 CV (66 kW) @ 5200  | 90 CV (66 kW) @ 5200  | 90 CV (66 kW) @ 5400                      | 112 CV (82 kW) @ 5800       | 115 CV (85 kW) @ 5900 | 113 CV (83 kW) @ 5400                     | 115 CV (85 kW) @ 5600        | 115 CV (85 kW) @ 5600        | 140 CV (103 kW) @ 6400 | 115 CV (85 kW) @ 5300        | 115 CV (85 kW) @ 5500                      | 136 CV (100 kW) @ 5700       | 136 CV (100 kW) @ 5700       | 120 CV (88 kW) @ 5500                      |
| Par máximo: Nm @ rpm           | 122 Nm @ 3000         | 143 Nm @ 3200                   | 145 Nm @ 3300         | 145 Nm @ 3300         | 137 Nm @ 3250                             | 160 Nm @ 3500               | 154 Nm @ 3700         | 160 Nm @ 3200                             | 165 Nm @ 3200                | 165 Nm @ 3200                | 175 Nm @ 4800          | 168 Nm @ 4000                | 165 Nm @ 2500                              | 184 Nm @ 3550                | 184 Nm @ 3550                | 170 Nm @ 3000                              |
| Tracción                       | Delantera             | Delantera                       | Delantera             | Delantera             | Delantera                                 | Delantera                   | Delantera             | Delantera                                 | Delantera                    | Delantera                    | Delantera              | Delantera                    | Delantera                                  | Delantera                    | Delantera                    | Delantera                                  |
| Transmisión                    | Manual, 4 velocidades | Manual, 4 velocidades           | Manual, 4 velocidades | Manual, 4 velocidades | Manual, 4 velocidades                     | Manual, 4 velocidades       | Manual, 4 velocidades | Manual, 4 velocidades                     | Manual, 4 velocidades        | Manual, 4 velocidades        | Manual, 4 velocidades  | Manual, 4 velocidades        | Manual, 4 velocidades                      | Manual, 4 velocidades        | Manual, 4 velocidades        | Manual, 4 velocidades                      |
| Aceleración (0-100 Km/h)       | -                     | 11.9 s                          | 11.5 s                | 11.5 s                | 11.8 s                                    | -                           | 10.6 s                | -                                         | 10.5 s                       | 11.1 s                       | -                      | -                            | 10.6 s                                     | 10.7 s                       | 9.5 s                        | 9.5 s                                      |
| Velocidad máxima               | -                     | 171 Km/h                        | 176 Km/h              | 173 Km/h              | 173 Km/h                                  | -                           | 188 Km/h              | -                                         | 188 Km/h                     | 182 Km/h                     | -                      | -                            | 188 Km/h                                   | 184 Km/h                     | 197 Km/h                     | 197 Km/h                                   |

| Periodo                        | 1980-1982             | 1982-1988             | 1981-1988             | 1984-1985             | 1986-1988                 |                       |                       |                       |                       |                       |                       |                       |                       |                       |                       |
| Identificación del motor       | CR                    | JKM                   | CY                    | MD                    | RA                        |                       |                       |                       |                       |                       |                       |                       |                       |                       |                       |
| Tipo de motor                  | L4 8v                 | L4 8v                 | L4 8v, turbo          | L4 8v, turbo          | L4 8v, turbo, intercooler |                       |                       |                       |                       |                       |                       |                       |                       |                       |                       |
| Cilindrada                     | 1588 cm³              | 1588 cm³              | 1588 cm³              | 1588 cm³              | 1588 cm³                  |                       |                       |                       |                       |                       |                       |                       |                       |                       |                       |
| Potencia máxima: CV (kW) @ rpm | 54 CV (40 kW) @ 4800  | 54 CV (40 kW) @ 4800  | 70 CV (51 kW) @ 4500  | 70 CV (51 kW) @ 4500  | 80 CV (59 kW) @ 4500      |                       |                       |                       |                       |                       |                       |                       |                       |                       |                       |
| Par máximo: Nm @ rpm           | 102 Nm @ 2000         | 100 Nm @ 2300         | 133 Nm @ 2500         | 133 Nm @ 2800         | 155 Nm @ 2600             |                       |                       |                       |                       |                       |                       |                       |                       |                       |                       |
| Tracción                       | Delantera             | Delantera             | Delantera             | Delantera             | Delantera                 | Delantera             | Delantera             | Delantera             | Delantera             | Delantera             | Delantera             | Delantera             | Delantera             | Delantera             | Delantera             |
| Transmisión                    | Manual, 4 velocidades | Manual, 4 velocidades | Manual, 4 velocidades | Manual, 4 velocidades | Manual, 4 velocidades     | Manual, 4 velocidades | Manual, 4 velocidades | Manual, 4 velocidades | Manual, 4 velocidades | Manual, 4 velocidades | Manual, 4 velocidades | Manual, 4 velocidades | Manual, 4 velocidades | Manual, 4 velocidades | Manual, 4 velocidades |
| Aceleración (0-100 Km/h)       | 20.5 s                | 20.3 s                | 15.6 s                | 15.6 s                | -                         |                       |                       |                       |                       |                       |                       |                       |                       |                       |                       |
| Velocidad máxima               | 143 Km/h              | 143 Km/h              | 157 Km/h              | 157 Km/h              | -                         |                       |                       |                       |                       |                       |                       |                       |                       |                       |                       |

### Volkswagen Corsar (México, 1984-1988)

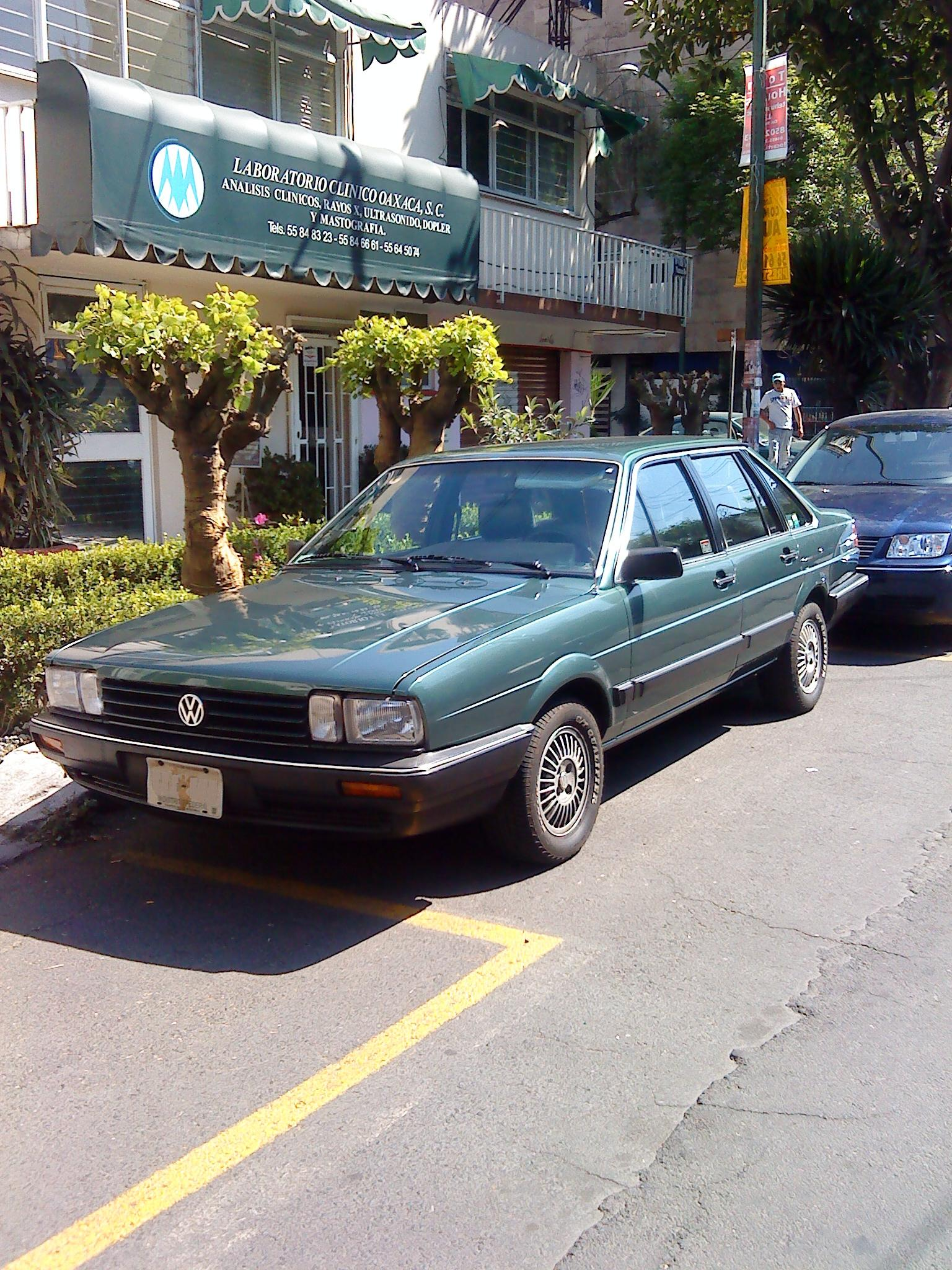
Volkswagen Corsar (México) basado en el Passat B2.

El Volkswagen B2 (Quantum en Estados Unidos, Santana en Brasil, Carat en Argentina) se presentó en el mercado mexicano en febrero de 1984 como el Volkswagen Corsar. Se ensambló en la planta de Volkswagen de Puebla con la gran mayoría de componentes provenientes de Alemania Federal. El único motor que estuvo disponible en México fue el 1.8 L con 85 hp y carburador. Entre 1984 y 1985 el Corsar se comercializó en un solo nivel de equipamiento. Tenía como equipo de serie rines de aluminio de 13 x 6 pulgadas, neumáticos 185/70 R 13, vestiduras de velour (en 1984 sólo en color Gris, y a partir de 1985 estuvo disponible en gris o azul), 4 cabeceras, Radio AM/FM estéreo casete con 4 bocinas, tacómetro, dirección hidráulica. Se comercializó en estos años con transmisión manual de 4 velocidades o una automática de 3. La única opción disponible era el aire acondicionado. Los colores en que se comercializó en 1984 eran: Rojo Marte, Blanco Alpino, Verde Jade metálico, Plata Cosmos metálico y Grafito metálico. En 1984 y 1985 el Corsar tenía la misma apariencia exterior del Quantum vendido en Estados Unidos.
Para 1986, el Corsar recibe nuevos colores y vestiduras, y la apariencia exterior del Passat sedan 4 puertas 1985 europeo. Una nueva transmisión manual de 5 velocidades reemplaza a la anterior de 4. También se añadieron nuevos equipamientos a la lista de opciones disponibles como los elevadores de cristales eléctricos, el cierre centralizado, y la tapicería en piel negra. En marzo de 1986 se introduce la carrocería familiar, bajo el nombre de "Corsar Variant", compartiendo niveles de equipo y mecánicas con el Corsar CD. En 1987 las llantas de aluminio se ofrecen de forma opcional, ya que se introdujeron como equipo de serie llantas de acero con tapones completos. El Corsar continuo sin mayores cambios hasta 1988. Hacia mediados de ese año aparece una edición limitada con pintura de doble tono (negro y plata) y equipo tope disponible tanto en el Corsar CD como en Corsar Variant. El Corsar fue descontinuado del mercado mexicano hacia finales del año 1988, en virtud que la terminó su producción en Alemania (la gran mayoría de sus componentes provenían de allí) y Volkswagen de México requería su línea de producción en Puebla para los Golf/Jetta A2 que se exportarían a los mercados norteamericano y canadiense. El Corsar fue un automóvil bastante popular en México.

### Volkswagen Santana (Brasil, 1984-2006)

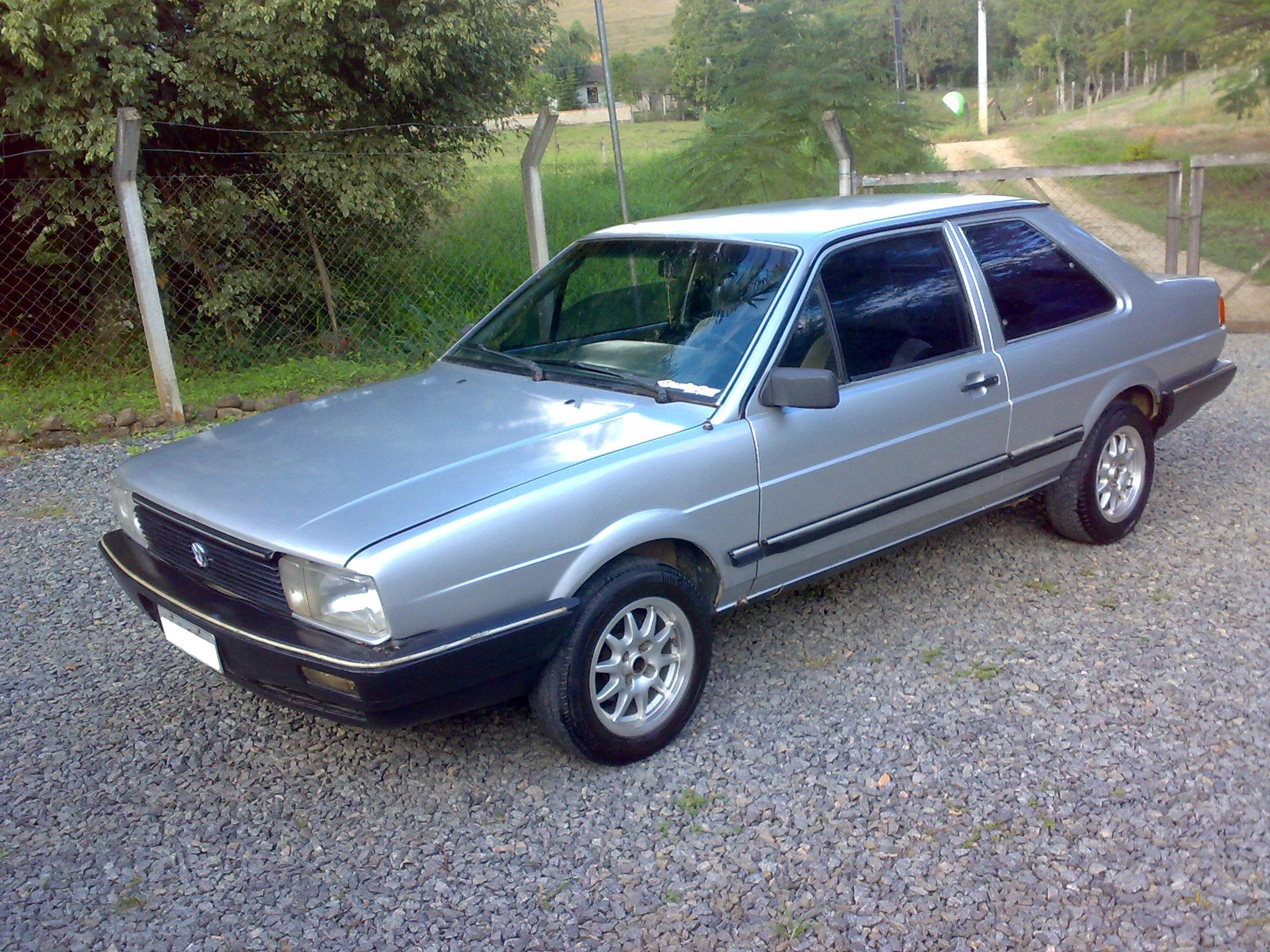
Volkswagen Santana 2 puertas (Brasil) basado en el Passat B2.

El Volkswagen Santana fue lanzado en abril de 1984 en Brasil. En este país en particular, además de ofrecerse el sedán 4 puertas, y la versión familiar (que recibió el nombre de Volkswagen Quantum), se presentó un sedán 2 puertas, exclusivo para este país, así como otros mercados sudamericanos. Este Santana en sus primeras versiones montaba un motor 4 cil. 1.8 L, al que al paso de los años se le sumó un motor 2.0 L 4 cilindros de hasta 122 CV.
La segunda generación del Volkswagen Santana fue lanzada en Brasil en 1992, que en realidad es un rediseño sobre el Santana/Quantum originales. Este nuevo modelo presentaba nuevas líneas aerodinámicas, que abandonaban el diseño recto del Passat II. Esta tercera generación fue fabricada en Brasil también bajo el sello de Ford Motor, a raíz del convenio del joint venture Autolatina, comercializándolo como Ford Versailles y poniéndolo a la venta como reemplazante del Ford Del Rëy. Dos años más tarde, el Versailles fue exportado a la Argentina donde fue rebautizado como Ford Galaxy, teniendo la difícil misión de reemplazar al Ford Sierra, un coche de alto éxito en ese mercado. La producción del Ford, cesó en 1996 luego de la disolución de Autolatina, aunque el Santana sigue hasta el día de hoy su producción en China y se comercializa a la par del Passat de sexta generación. La aceptación de este modelo, que convive normalmente con el Passat VI, hizo que su mercado se extienda a países como Argentina y China, donde también es utilizado por las fuerzas de seguridad. Esta generación, presentó tres variantes de carrocerías: sedán 4 puertas, sedán 2 puertas (de comercialización exclusiva en Brasil) y familiar. Las versiones familiares del Santana y del Versailles/Galaxy, fueron conocidas como Volkswagen Quantum y Ford Royale respectivamente. De estas dos, el Quantum fue comercializado en Argentina en 1992, siendo lanzado a la par del Ford Galaxy, mientras que el Ford Royale solo se vendió en Brasil, presentando además opciones de 4 y 2 puertas laterales. La producción brasileña de la segunda generación del Santana se detuvo en 2006, al no estar a la par tecnológicamente con rivales cada vez más modernos, siendo reemplazado por los modelos importados Vento y Passat B6.

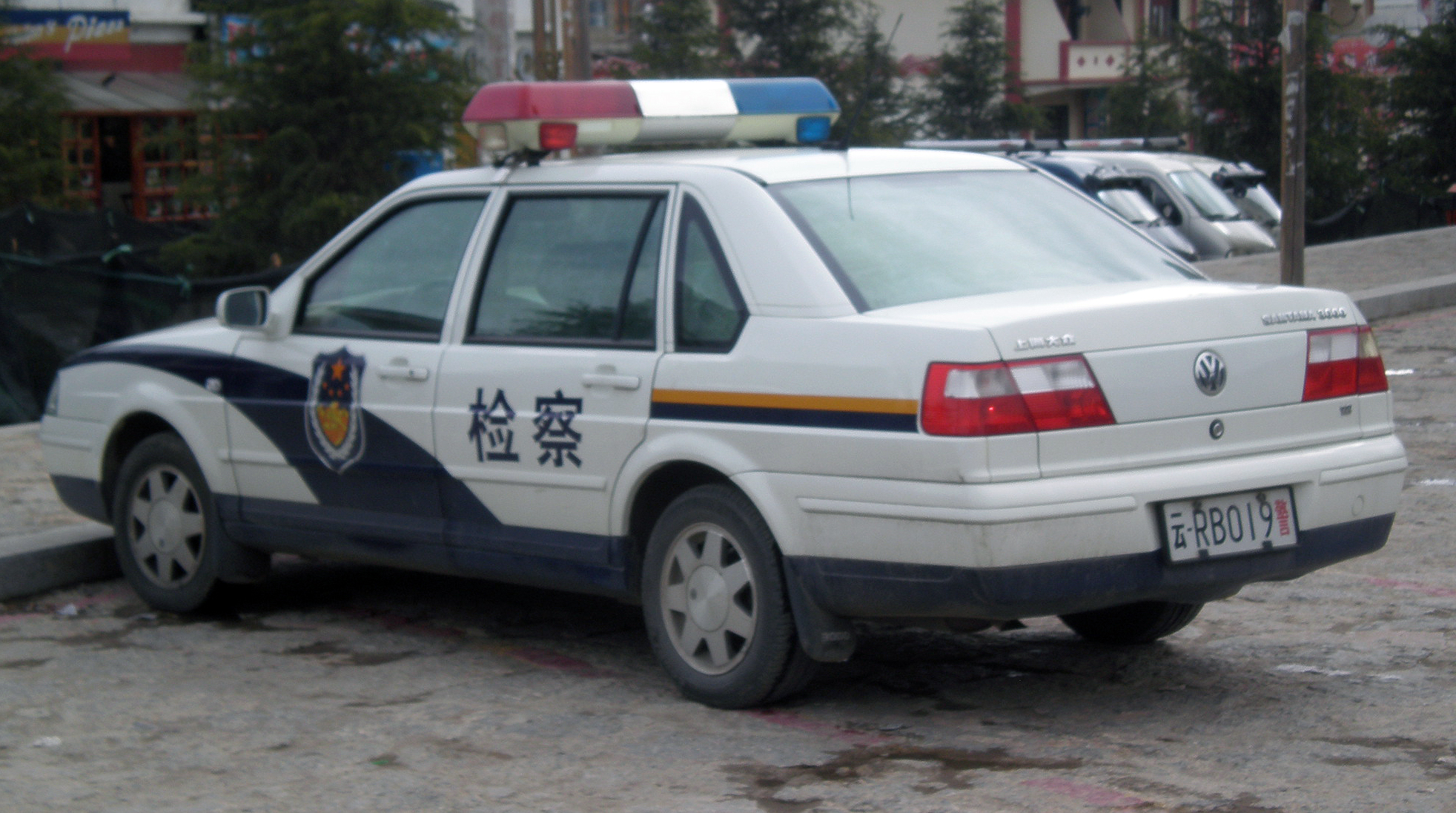
Volkswagen Santana 3000 (Policía) fabricado en China.

### Ford Galaxy (Autolatina)
El Ford Galaxy (Argentina) o Versailles (Brasil) es una variante del Santana vendida en Sudamérica entre los años 1991 y 1996. Se ofrecía con carrocerías sedán de dos y cuatro puertas y familiar de tres y cinco puertas (Versailles Royale). Fue uno de los modelos resultantes de Autolatina, una fusión de las empresas automotrices Ford y Volkswagen en Argentina y Brasil. Ambos se dejaron de producir en 1996.
Con una serie de reformas aplicadas a dicha plataforma, el Galaxy logró disminuir el Cx original de aproximados 0,40 a unos 0,37. Las modificaciones se centraron básicamente en el sector frontal y el posterior, asemejándose a otros modelos de Ford de la época.
La variante familiar fue fabricada únicamente en Brasil. Fue lanzada en 1992 con tres puertas, y recién el 1995 incorporó las cinco puertas como en el Quantum. 
Dependiendo de la versión, el modelo podía incorporar cierre eléctrico centralizado de puertas, aire acondicionado, elevalunas eléctricos delanteros y traseros, espejos exteriores eléctricos, radio AM/FM con casete o reproductor de CD, antena de radio eléctrica, faros antinieblas y en las últimas versiones de mayor lujo; tapizados de cuero, asientos de regulación eléctrica y climatizador automático. En materia de seguridad implementó desde 1992 el Antilock Brake System, a pesar de que los frenos traseros eran a tambor.
Su final de producción se produce en 1996, con la división de Autolatina, sumado a la aparición de su sucesor, el Ford Mondeo (de Bélgica), que era mucho más competitivo en materia de diseño y precio de venta.[cita requerida]